# Alencar (futebolista)
Francisco Paulo de Alencar Filho, mais conhecido como Alencar  (Londrina 17 de julho de 1975), é um ex-futebolista brasileiro que atuava como goleiro.

## Carreira
Atuou por vários clubes do futebol brasileiro, tendo o auge de sua carreira em 2000 quando se transferiu para a equipe do São Paulo, onde participou de alguns jogos do Campeonato Brasileiro.
É lembrado por ser o goleiro que substituiu o expulso Rogério Ceni na goleada de 7x1 sofrida para o  Vasco da Gama no Brasileirão de 2001. Alencar levou os 7 gols do São Paulo na partida, falhando no primeiro gol, mas ainda assim fez boas intervenções durante a partida, evitando uma goleada ainda maior.
Pelo time do Morumbi, fez apenas cinco partidas, levando 18 gols, o que dá uma média de 3,6 tentos por jogo.
Após deixar o São Paulo, em 2002, passou pelos seguintes clubes: União Barbarense, Caldense, Democrata-MG, São Bento, América Mineiro, Marília, Iraty e Gama, onde encerrou a carreira.

## Títulos
São Paulo Futebol Clube
- Campeonato Paulista de Futebol: 2000
- Torneio Rio-São Paulo: 2001